# Y tu mamá también
Y tu mamá también (bra: E Sua Mãe Também; prt: E a Tua Mãe Também) é um filme mexicano de 2001, do gênero drama, dirigido por Alfonso Cuarón e com roteiro escrito por Alfonso e Carlos Cuarón.
Foi um grande sucesso tornando-se um ícone no cinema mexicano. A fotografia é de Emmanuel Lubezki e montagem de Alfonso Cuarón e Alex Rodríguez.
O filme foi exibido no Festival do Rio 2001, na mostra Panorama Latino.

## Sinopse
O filme possui uma história contínua, mas há interrupções da trilha sonora durante as quais um narrador comenta sobre os personagens, os eventos ou os locais mostrados. Esses comentários às vezes chamam a atenção para questões político-econômicas do México, especialmente sobre os pobres que vivem nas zonas rurais do país.
O enredo foca em dois jovens amigos: Julio (Gael García Bernal), de uma família de classe média, e Tenoch (Diego Luna), cujo pai é um político da alta hierarquia. O filme começa com cenas dos dois garotos fazendo sexo com suas namoradas antes das duas viajarem para a Itália. Sem elas, os dois ficam entediados. Num casamento, eles conhecem Luisa (Maribel Verdú), a esposa espanhola de Jano, primo de Tenoch, e tentam impressionar a mulher com uma conversa sobre uma praia paradisíaca chamada Boca del Cielo (Boca do Céu) para a qual eles viajarão e querem que ela os acompanhe. Ela inicialmente recusa o convite, mas muda de ideia quando seu marido a liga e confessa tê-la traído.
Embora os dois não façam ideia de onde está a praia, eles partem com a mulher, dirigindo pelo pobre México rural. Eles passam o tempo conversando sobre suas relações e experiências sexuais. Numa parada noturna, ela liga para Jano e deixa um adeus na sua secretária eletrônica. Tenoch entra no seu quarto procurando por xampu, e a encontra chorando. Ela o seduz e os dois fazem sexo. Julio observa a cena pela porta aberta e enfurecidamente diz a Tenoch que ele já fez sexo com sua namorada. No dia seguinte, Luisa também seduz Julio e faz sexo com ele, e depois Tenoch diz a ele que também fez sexo com sua namorada. Eles brigam, e Luisa ameaça deixá-los.
Por sorte, eles encontram uma praia isolada que coincidentemente também se chama Boca del Cielo. Eles relaxam e aproveitam a praia na companhia de uma família caiçara local. Luisa liga para Jano para dar um último adeus.
À noite, os três bebem excessivamente e fazem brincadeiras sobre suas experiências sexuais, e os garotos revelam que frequentemente já fizeram sexo com a mesma garota. Os três dançam sensualmente e vão para o quarto deles. Após tirarem suas roupas, começam a se estimular sexualmente, e quando Luisa se ajoelha para aplicar-lhes um sexo oral duplo, eles se beijam. Na manhã seguinte, os dois garotos acordam ao mesmo tempo e imediatamente se afastam um do outro ao perceberem que dormiram juntos e nus. O narrador explica que Luisa ficou para trás para explorar a praia. Mais tarde, ele diz que suas namoradas terminaram com eles, e eles passaram a namorar outras garotas, e pararam de se ver.
A cena final mostra os dois se encontrando por acaso um ano depois. Eles tomam um café e relatam sobre suas vidas até o momento. Tenoch conta a Julio que Luisa morreu de câncer um mês após o fim da sua viagem, e que ela sabia de sua doença o tempo todo em que esteve com ele. Tenoch se retira, e os dois nunca mais se vêem.

## Elenco
- Maribel Verdú .... Luisa Cortés
- Diego Luna .... Tenoch Iturbide
- Gael García Bernal .... Julio Zapata
- Ana López Mercado .... Ana Morelos
- Nathan Grinberg .... Manuel Huerta
- Verónica Langer .... María Eugenia Calles de Huerta
- María Aura .... Cecilia Huerta
- Giselle Audirac .... Nicole Bazaine
- Arturo Ríos .... Esteban Morelos
- Andrés Almeida .... Diego 'Saba' Madero
- Diana Bracho .... Silvia Allende de Iturbide
- Emilio Echevarría .... Miguel Iturbide
- Marta Aura .... Enriqueta 'Queta' Allende
- Juan Carlos Remolina .... Alejandro 'Jano' Montes de Oca
- Liboria Rodríguez .... Leodegaria 'Leo' Victoria

## Principais prêmios e indicações
Festival de Veneza 2001 (Itália)
- Venceu na categoria de melhor ator (Gael Garcia Bernal e Diego Luna) e melhor roteiro.[4]

Oscar 2003 (EUA)
- Indicado na categoria de melhor roteiro original.[4][2]

Globo de Ouro 2002 (EUA)
- Indicado na categoria de melhor filme estrangeiro.[4][2]

BAFTA 2003 (Reino Unido)
- Indicado na categoria de melhor filme estrangeiro e melhor roteiro original.[4]

Prêmio Bodil 2003 (Dinamarca)
- Indicado na categoria de melhor filme não estadunidense.[4]

Independent Spirit Awards (EUA)
- Venceu na categoria de melhor filme estrangeiro.[4]

Festival de Cinema de Havana 2001 (Cuba)
- Ganhou o Prêmio FIPRESCI.[4]

Prêmio NYFCC 2002 (New York Film Critics Circle Awards, EUA)
- Venceu na categoria de melhor filme estrangeiro.[5]